# フョードル・イシドロヴィッチ・クズネツォフ
フョードル・イシドロヴィッチ・クズネツォフ（ロシア語: Федор Исидорович Кузнецов, 1898年9月17日 - 1961年3月22日）は、ソ連の軍人。大将。

## 経歴
モギリョフ県バルベチノ村の農家に生まれる。准尉（少尉補）として第一次世界大戦に従軍。
1918年8月、赤軍に入隊し、大隊長、連隊長補佐を務める。1926年、フルンゼ名称軍事アカデミーを卒業し、モスクワ歩兵学校の教育課長、学校長となる。1930年、高等指揮要員完全化課程を修了し、フルンゼ名称軍事アカデミーの課程長、1935年～1938年、学部長、講座長を務める。1938年、全連邦共産党（ボリシェヴィキ）入党。1938年7月から白ロシア特別軍管区副司令官。ソ・フィン戦争に従軍。1940年から参謀本部軍事アカデミー校長、同年8月から北カフカーズ軍管区司令官、1940年～1941年、沿バルト特別軍管区司令官。
独ソ戦の勃発と共に、北西戦線司令官となる。北西戦線には、明確な防衛計画はなく、戦争初日に大損害を被った。クズネツォフは、配下部隊に退却命令を下達したが、即日罷免された。その後、軍司令官、中央戦線司令官、第28軍参謀長、西部戦線副司令官を歴任した。1942年4月から参謀本部軍事アカデミー校長。1943年8月、ヴォルホフ戦線副司令官。1944年2月、カレリア戦線副司令官。1945年2月～1948年、ウラル軍管区司令官。
1948年に退役。

## 表彰・受勲
レーニン勲章2個、赤旗勲章3個、二等スヴォーロフ勲章、赤星勲章を授与された。